# بطولة كيتو المفتوحة
بطولة كيتو المفتوحة هي بطولة وتندرج تحت قائمة بطولات رابطة محترفي كرة المضرب ال250 نقطة. تقام البطولة في مدينة كيتو في الإكوادور . و أول نسخة ستكون في سنة 2015.

## روابط خارجية
- بطولة كيتو المفتوحة على موقع رابطة محترفي التنس (الإنجليزية)
- بطولة كيتو المفتوحة على موقع رابطة محترفي التنس (الإنجليزية)